# پیترستو
پیترستو (به انگلیسی: Peterstow) یک روستا و محله مدنی در بریتانیا است که در هرفوردشر واقع شده‌است. پیترستو ۴۴۴ نفر جمعیت دارد.